# Крістіана Шлезвіг-Гольштейн-Зондербург-Глюксбурзька
Крістіана Шлезвіг-Гольштейн-Зондербург-Глюксбурзька (нім. Christiana zu Schleswig-Holstein-Sonderburg-Glücksburg, дан. Christiane af Slesvig-Holsten-Sønderborg-Glücksborg, 22 вересня 1634 — 20 травня 1701) — данська принцеса з династії Глюксбургів, донька герцога Філіпа Шлезвіг-Гольштейн-Зондербург-Глюксбурзького та німецької принцеси Софії Ядвіґи Саксен-Лауенбурзької, дружина першого герцога Саксен-Мерзебургу Крістіана.

## Біографія
Народилась  22 вересня 1634 року у Копенгагені. Була дев'ятою дитиною та четвертою донькою в родині першого герцога Шлезвіг-Гольштейн-Зондербург-Глюксбургу Філіпа та його дружини Софії Ядвіґи Саксен-Лауенбурзької. Мала старших сестер Марію Єлизавету, Софію Ядвіґу й Августу та братів Йоганна, Франца, Крістіана й Адольфа. Ще один брат помер в ранньому віці до її народження. Згодом сімейство поповнилося п'ятьма молодшими доньками, з яких вижили Доротея та Ядвіґа.
Батько був одним із молодших синів герцога Шлезвіг-Гольштейн-Зондербургу Ганса II й отримав найменшу частину його земель, однак зміг фактично подвоїти свої території. Резиденцією сімейства був замок Глюксбург на Фленсбурзькому фіорді.
Крістіана певний час виховувалася у овдовілої тітки Магдалени Сибілли у замку Нюкьобінг у Фальстері. Вона ж і влаштувала шлюб принцеси зі своїм братом.
У 16 років стала дружиною 35-річного саксонського принца Крістіана, середнього сина курфюрста Йоганна Георга I. Вінчання відбулося 19 листопада 1650 у Дрездені. Весілля було подвійним: старша сестра нареченої, Софія Ядвіґа, виходила заміж за молодшого брата нареченого, Моріца. З приводу шлюбних урочистостей у Дрездені були влаштовані численні концерти придворної балетної трупи, турніри, святкові ходи, театральні вистави та феєрверки, які тривали протягом чотирьох тижнів. У подружжя народилося одинадцятеро дітей. 30 вересня 1653 року Крістіан відбув із дружиною та дітьми до Мерзебургу, де утворив власний двір, який невдовзі вже становив 150 осіб. 22 квітня 1657 року він вступив у формальне управління землями, яке утворили герцогство Саксен-Мерзебург. Резиденцією правителя став Мерзебурзький замок, навколо якого був розбитий бароковий сад.

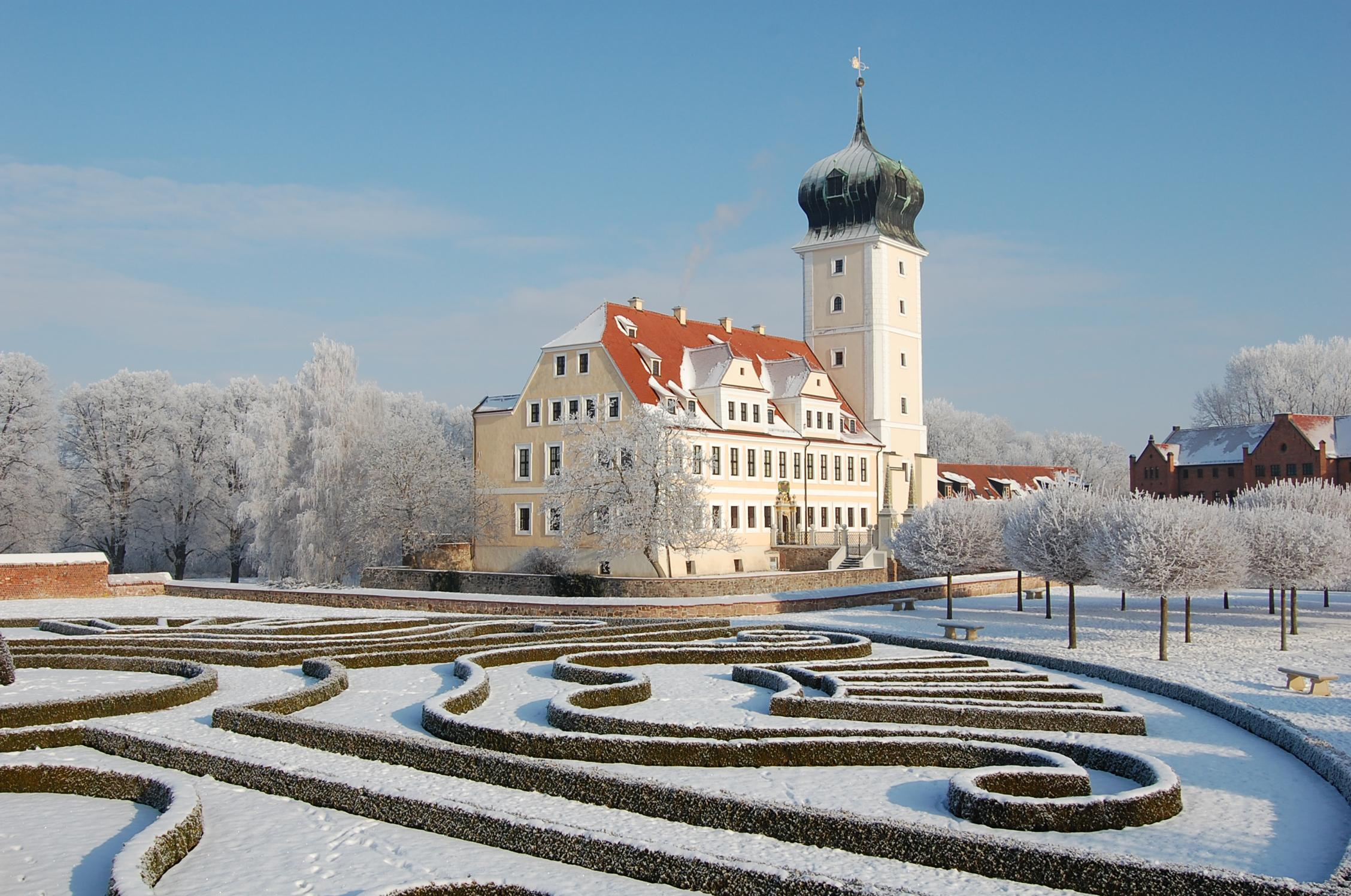
Замок Деліч

Крістіан помер у жовтні 1691 року. 31 травня 1692 року Крістіана зі своїм двором у 30 осіб переїхала до удовиної резиденції в замку Деліч, де ще йшли будівничі роботи. Протягом перших кількох років її перебування робота над розкішним інтер'єром бельетажу тривала. У 1692 році неподалік замку були також розбиті французькі сади. Хоча Крістіана оплакувала втрату чоловіка, проте намагалася підтримувати зв'язок із родичами та знайомими, які часто навідували її в замку. Двір забезпечував повсякденне життя та перебіг свят.
Герцогиня померла у замку Деліч 20 травня 1701 року. Була похована поруч із чоловіком у Мерзебурзькому соборі.

## Родина
Чоловік — Крістіан Саксонський
Діти:

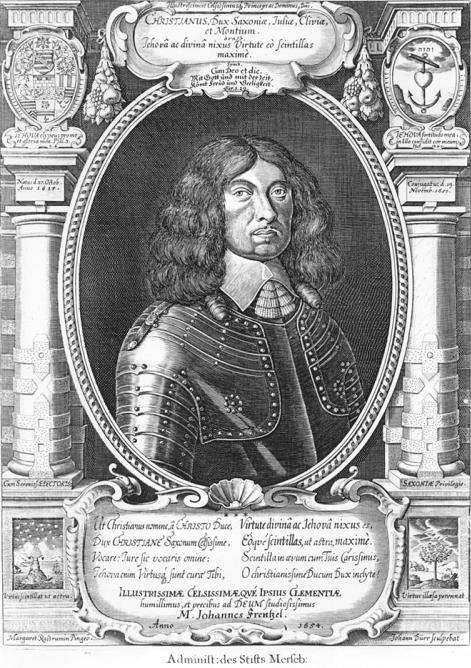
Крістіан Саксонський, гравюра

- Магдалена Софія (1651—1675) — одружена не була, дітей не мала;
- Йоганн Георг (1652—1654) — прожив 1 рік;
- Крістіан (1653—1694) — наступний герцог Саксен-Мерзебургу у 1691—1694 роках, був одружений з Ердмутою Доротеєю Саксен-Цайцькою, мав семеро дітей;
- Август (1655—1715) — герцог Саксен-Мерзебург-Цербігу у 1691—1715 роках, був одружений з Ядвіґою Мекленбург-Гюстровською, мав п'ятеро дітей;
- Філіп (1657—1690) — герцога Саксен-Мерзебург-Лаухштедту у 1684—1690 роках, був двічі одруженим, мав трьох дітей;
- Крістіана (1659—1679) — дружина герцога Саксен-Айзенбергу Крістіана, мала єдину доньку;
- Софія Ядвіґа (1660—1686) — дружина герцога Саксен-Заальфельду Йоганна Ернста, мала трьох дітей;
- Генріх (1661—1738) — герцог Саксен-Мерзебургу у 1731—1738 роках, був одружений з Єлизаветою Мекленбург-Гюстровською, мав трьох дітей;
- Моріц (1662—1664) — прожив півтора роки;
- Сибілла Марія (1667—1693) — дружина герцога Ельського Крістіана Ульріха, мала семеро дітей.